# Куряжанка
Куряжа́нка  — село в Україні, у складі Солоницівської селищної громади Харківського району Харківської області. Населення становить 233 осіб. Орган місцевого самоврядування — Солоницівська селищна рада.

## Географія
Село Куряжанка знаходиться в балці Куряжанка (Куряж), за 5 км від межі міста Харкова, за 2,5 км від смт Солоницівка. По селу протікає пересихаючий струмок Куряж, який через 5 км впадає в річку Уда, село оточене великим лісовим масивом — урочище Харківське (дуб).

## Історія
Село засноване в 1678 році.
За даними на 1864 рік у казенному селі Куряж Пересічнянської волості Харківського повіту, мешкало 358 осіб (158 чоловічої статі та 200 — жіночої), налічувалось 64 дворових господарств.
Село постраждало внаслідок геноциду українського народу, проведеного урядом СССР в 1932—1933 роках, кількість встановлених жертв в Солоницівці, Куряжанці та Подвірках — 166 людей.